# Cartas desde Iwo Jima
Cartas desde Iwo Jima es una película estadounidense de 2006, producida y dirigida por Clint Eastwood, que junto a Banderas de nuestros padres, completa el díptico de este director sobre la Batalla de Iwo Jima, librada en el océano Pacífico durante la Segunda Guerra Mundial. Protagonizada por Ken Watanabe, Kazunari Ninomiya, Tsuyoshi Ihara, Ryo Kase, Shidou Nakamura, Nae, Hiroshi Watanabe, Takumi Bando y Yuki Matsuzaki en los papeles principales. La película muestra la batalla desde la perspectiva japonesa.

## Argumento
En 2005, unos arqueólogos japoneses exploran túneles en Iwo Jima y encuentran algo enterrado en el suelo.
La película retrocede a 1944. Un soldado raso está cavando trincheras con sacos de arena a regañadientes en la playa. Saigo, un panadero adolescente, ha sido reclutado por el Ejército Imperial Japonés a pesar de su juventud y de que su esposa esté embarazada. Saigo se queja a su amigo Kashiwara que deberían dejar que los norteamericanos tomen Iwo Jima. Al escucharles, el enfurecido capitán Tanida comienza a golpearles brutalmente por "conspirar con palabras antipatriotas". Al mismo tiempo, el teniente general Tadamichi Kuribayashi llega para tomar el mando de la guarnición y de inmediato inicia una inspección de las defensas de la isla.
Kuribayashi ordena al capitán Tanida que deje de golpearles, ya que no pueden permitirse el lujo de herir a sus propios soldados, y le instruye para que niegue las raciones de comida a Saigo y Kashiwara. Después de completar la inspección, Kuribayashi recibe malas noticias del teniente coronel, Barón Takeichi Nishi, un viejo amigo y campeón olímpico de salto hípico. La Flota Combinada japonesa, de cuyo apoyo dependía la isla, ha sido destruida en la Batalla del Golfo de Leyte. Disgustado, Kuribayashi le dice a Nishiː "El Cuartel General Imperial no sólo engaña a la gente, sino a nosotros también."
Al día siguiente, la guarnición de Kuribayashi empieza a construir túneles defensivos bajo el Monte Suribachi. Explica que los soldados estadounidenses tomarán las playas con rapidez, y que solo las defensas subterráneas ofrecen una oportunidad de resistencia. Los oficiales subordinados de Kuribayashi están indignados y consideran estas estrategias como una traición del Bushidō. Con el apoyo de Nishi, sin embargo, los túneles se excavan.
Las condiciones insalubres y la mala nutrición se cobran su precio; varios soldados mueren de disentería, entre ellos Kashiwara. El sustituto de Kashiwara, el cabo Shimizu, llega para el servicio. Saigo ve que Shimizu ha sido enviado por la policía militar o Kempeitai "para informar sobre los pensamientos de traición."
En febrero de 1945, se producen los primeros ataques aéreos estadounidenses, causando importantes bajas. Pocos días después, los marines de Estados Unidos tocan tierra. Kuribayashi espera hasta que la playa de desembarco se llene de 'marines' y ordena a sus hombres que abran fuego. Los infantes de marina sufren muchas bajas ante el ataque japonés, pero, como había predicho Kuribayashi, las defensas de la playa se superan rápidamente. El ataque se dirige a los túneles por debajo del Monte Suribachi. Mientras entrega un mensaje al coronel Adachi, Saigo escucha al coronel suplicando a Kuribayashi permiso para conducir a sus hombres en una carga suicida. Kuribayashi se niega a permitir esto y en su lugar ordena a la guarnición de Suribachi que se retire a las cuevas del norte. Adachi, sin embargo, considera que esto es cobardía.
Haciendo caso omiso de las órdenes del general, Adachi ordena a sus oficiales y soldados que se suiciden. Aunque Saigo explica las órdenes opuestas de Kuribayashi, el capitán Tanida lo interrumpe, gritandoː "Escapar es el camino del cobarde". A las órdenes de Tanida, los soldados de su unidad se suicidan detonando granadas de mano contra el estómago. El capitán Tanida también se suicida disparándose en la cabeza. Saigo, sin embargo, convence a Shimizu que sería mejor servir al Emperador continuando la lucha. Al dejar a los cadáveres de sus compañeros, se encuentran con otros dos soldados, pero uno se incinera por un infante de marina con un lanzallamas. También son testigos de cómo el marine capturado es golpeado hasta la muerte como venganza.
Saigo y los supervivientes del monte Suribachi tratan de huir por la noche con el teniente coronel Oiso, pero se encuentran con 'marines' que arrasan con todo, excepto a Saigo y Shimizu. Informan al teniente Ito, un oficial de la Armada y creyente en la línea dura del Bushidō. Al anunciar que han llegado de Suribachi, Ito gritaː "¿Has sobrevivido Suribachi? ¿Cómo te atreves?". Levanta la katana para ejecutar sumariamente, pero Kuribayashi llega y reprende a Ito por intentar matar a dos soldados innecesariamente. Para horror de Ito, Kuribayashi confirma que ha dado personalmente la orden de retirarse a las cuevas del norte. "Lucha por tus hermanos caídos", le dice a Ito, "hasta el final".
Atribuyendo a Kuribayashi "la debilidad del simpatizante estadounidense", Ito planea una carga suicida en masa contra las posiciones estadounidenses. Cuando el teniente exige su obediencia, Ito le acusa de poner en peligro innecesariamente las vidas de sus hombres. Nishi ordena a Ito que obedezca a Kuribayashi o entregue el mando, pero Ito lleva a sus hombres hacia las líneas norteamericanas. A continuación, sin embargo, pide que se unan a Nishi. Ito se sujeta tres minas a su cuerpo y se dirige hacia la zona de batalla, con la intención de arrojarse bajo un tanque.
A la mañana siguiente, Okubo, delegado de Nishi, dispara a un infante de marina llamado Sam, que es capturado posteriormente. Para sorpresa de sus hombres, Nishi pide usar su escasa morfina para tratar las heridas de Sam. Tras la muerte de Sam, Nishi encuentra una carta de la madre del marine y la lee en voz alta en japonés. Los soldados se conmueven por la letra y Shimizu ya no piensa en los estadounidenses como salvajes.
En ese momento una granada golpea la entrada de la cueva y Nishi resulta cegado. Ordena a sus hombres que se reagrupen con Kuribayashi. Cuando están saliendo, Nishi ordena al teniente Okubo que le dé un rifle. Una vez solo, Nishi se quita las vendas de los ojos y las manos y suelta el resorte de seguridad del gatillo. Momentos más tarde, Okubo y los soldados escuchan un disparo, comprendiendo que Nishi se ha suicidado.
Saigo anuncia que se va a entregar y se atreve a denunciar a Shimizu. Para su sorpresa, Shimizu revela que ha sido dado de baja de la Kempeitai después de cinco días de servicio. Se había negado a seguir la orden de su comandante de matar al perro de una familia, que con sus ladridos turbaba el toque de queda. Profundamente conmovido, Saigo le dice a Shimizuː "al menos ahora sólo el enemigo te odia". Shimizu y Saigo planean huir. Saigo sugiere que Shimizu finja tener disentería y salga en primer lugar; a continuación, Saigo podrá seguirle. Cuando sale Shimizu, un soldado le sugiere que vayan a entregarse juntos, pero el teniente Okubo les dispara para impedirlo. Shimizu se escapa, consigue entregarse a una patrulla estadounidense y se encuentra con otro prisionero de guerra japonés. La patrulla estadounidense sigue adelante, dejándolos custodiados por dos marines. Mientras Shimizu y sus compañeros prisioneros de guerra hablan de sus planes para después de la guerra, los dos marines se quejan de tener que vigilarlos. Por último, uno de los infantes de marina ejecuta sumariamente Shimizu y al otro prisionero de guerra. Los dos cuerpos son encontrados por el teniente Okubo, que los cita como una lección contra la rendición. Llorando, Saigo envuelve el senninbari de Shimizu sobre su cadáver.
Mientras tanto, el teniente Ito, desesperado y malnutrido, se enoja y vuelve a las cuevas. Cuando encuentra una patrulla de marines, se entrega sin incidentes.
Más tarde, Saigo y el resto de la patrulla de Okubo se ven obligados a pasar a través de un tiroteo en su retirada hacia el norte de la isla. Varios hombres, incluido Okubo, mueren en la escaramuza. Saigo se presenta ante el general Kuribayashi, que queda impresionado al saber que Saigo ha recorrido todo el camino desde el Monte Suribachi. Kuribayashi se sorprende al enterarse de que ha salvado dos veces la vida, y luego comenta que las cosas siempre vienen de tres en tres. Después de recoger el resto de sus hombres, el general Kuribayashi ordena a Saigo quedarse atrás y quemar todos los documentos y cartas durante el ataque final en lugar de unirse a la lucha, salvando así su vida por tercera vez. Saigo, sin embargo, no se atreve a quemar las cartas de sus camaradas a sus familias y en su lugar las entierra.
Vestido como un soldado raso de infantería, Kuribayashi lanza una carga final a la cabeza de los soldados sobrevivientes. Los infantes de marina y los japoneses se dedican a un feroz combate a muerte cuerpo a cuerpo. Kuribayashi, sin embargo, está herido de gravedad al haber sido alcanzado por metralla en las piernas. Fujita, leal ayudante del general, lo arrastra fuera del combate, mientras los refuerzos estadounidenses llegan para acabar con el resto de las fuerzas japonesas.
A la mañana siguiente, las tropas japonesas han sido vencidas y los estadounidenses han tomado el resto de la isla. A punto de sucumbir a sus heridas, Kuribayashi ordena a Fujita que le decapite. Con un llanto Fujita levanta su katana, pero muere por el disparo de un francotirador de los marines.
Llega Saigo y el general ordena a su último soldado que lo entierre para que el enemigo no encuentre su cuerpo. Entonces, Kuribayashi saca su pistola M1911, un regalo de un oficial amigo americano antes de la guerra. Kuribayashi preguntaː "¿Es este suelo todavía japonés?" Saigo responde: "Sí, esto sigue siendo Japón." El general se pega un tiro. Saigo arrastra llorando el cuerpo de Kuribayashi para enterrarlo.
Mientras tanto, una patrulla encuentra el cuerpo de Fujita y una katana. El jefe de la patrulla descubre la pistola de Kuribayashi y la mete en su cinturón como un trofeo. Buscan en la zona y encuentran a Saigo con su pala. Al ver la pistola de Kuribayashi en poder del enemigo, Saigo enfurecido comienza a amenazar con la pala pero está demasiado débil para luchar. Sin embargo, el teniente ordena a sus hombres que no le disparen. Finalmente, Saigo es golpeado con la culata de un rifle y es enviado en una camilla al campamento de prisioneros. Al despertar, Saigo ve la puesta de sol sobre las arenas negras de la playa y sonríe tristemente.
La película termina con los arqueólogos japoneses encontrando las cartas que Saigo había enterrado.

## Reparto
| Actor             | Papel                                  |
| ----------------- | -------------------------------------- |
| Ken Watanabe      | Teniente general Tadamichi Kuribayashi |
| Kazunari Ninomiya | Soldado Saigo                          |
| Tsuyoshi Ihara    | Teniente coronel, Barón Takeichi Nishi |
| Ryo Kase          | Soldado Shimizu                        |
| Nakamura Shido II | Teniente Ito                           |
| Hiroshi Watanabe  | Teniente Fujita                        |
| Takumi Bando      | Capitán Tanida                         |
| Yuki Matsuzaki    | Soldado Nozaki                         |
| Takashi Yamaguchi | Soldado Kashiwara                      |
| Eijiro Ozaki      | Teniente Okubo                         |
| Alan Sato         | Sargento Ondo                          |
| Nae Yuuki         | Hanako, mujer de Saigo (en flashback)  |
| Nobumasa Sakagami | Contraalmirante Ohsugi                 |
| Masashi Nagadoi   | Contraalmirante Ichimaru               |

## Recepción
Muchos críticos han alabado el film, considerándolo aún mejor que su también aclamado paralelo. Ha sido proclamada como mejor película de 2006 por la Asociación de Críticos de Cine de Los Ángeles y la National Board of Review of Motion Pictures, y ha conseguido dos nominaciones a los Globos de Oro, como mejor director para Clint Eastwood (también nominado Banderas de nuestros padres, siendo por primera vez un director nominado dos veces el mismo año por este galardón) y como mejor película de habla no inglesa, al estar rodada íntegramente en japonés. En el sitio de internet Rotten Tomatoes, la cinta tiene un alto índice de aprobación del 91%.